# KD Air
KD Air — канадська авіакомпанія місцевого значення зі штаб-квартирою в місті Ванкувер (провінція Британська Колумбія), працююча в сфері регулярних та чартерних пасажирських перевезень.

## Маршрутна мережа
Авіакомпанія KD Air виконує щоденні рейси між Кваликум-Біч (острів Ванкувер) і аеропортом Джилліз-Бей (острів Тексада) з подальшою доставкою пасажирів наземним транспортом до міста Порт-Елберні.

## Флот

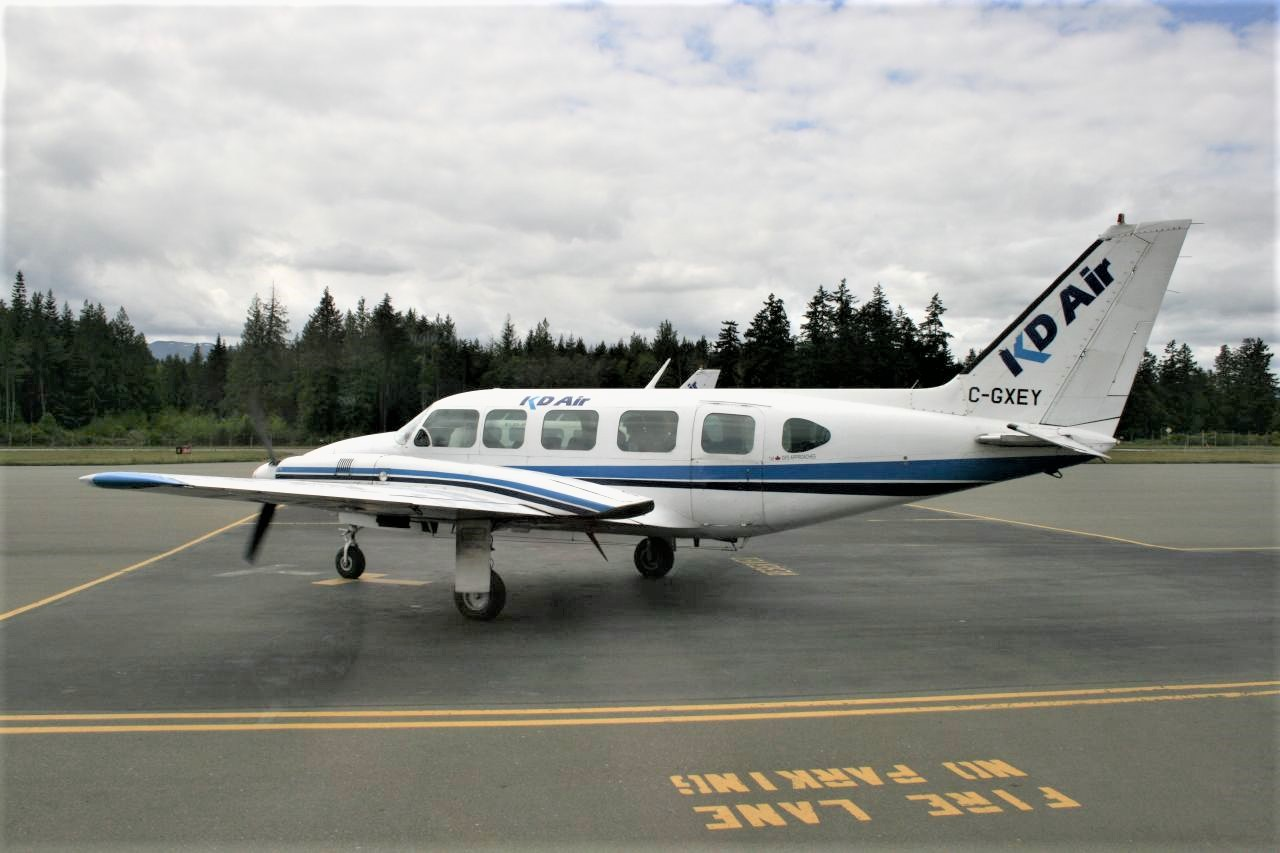
Piper Navajo авіакомпанії KD Air в аеропорту Кваликум-Біч

Повітряний флот авіакомпанії KD Air складається з таких літаків:
- Piper PA-31-350 Chieftain
- Piper PA-31-310 Navajo
- Cessna Skyhawk